# Carlos Alberto Pavón
Carlos Alberto Pavón Plummer (El Progreso, 9 d'octubre de 1973) és un futbolista hondureny, que ocupa la posició de davanter. Format al Real España, la carrera del davanter s'ha desenvolupat en equips del seu país, mexicans (Club Toluca, Club Necaxa o Monarcas Morelia, entre d'altres), espanyols (Reial Valladolid), italians (Udinese o Napoli), colombians (Deportivo Cali) o estatunidencs (Los Angeles Galaxy). Amb Monarcas va guanyar el Torneig Clausura 2000, i a la campanya 06/07 va ser el màxim golejador del campionat d'Hondures.
Pavón és un dels futbolistes més importants de la història de la selecció d'Hondures. Ha marcat 57 gols en 97 partits, sent el màxim golejador de tots els temps del combinat americà. Ha participat en les Copes d'Or de la CONCACAF de 2000 i 2007. El 2008 va acudir als Jocs Olímpics de Beijing.